# Castro de Rey
Castro de Rey (w jęz. galicyjskim Castro de Rei) – miasto w Hiszpanii w regionie Galicja w centralnej części prowincji Lugo.